# وافر الحراشف
وافر الحراشف (الاسم العلمي: Myrialepis paradoxa)، هو جنس أحادي النوع من النباتات المُزهرة يتبع فصيلة النخلية. النوع الوحيد هو Myrialepis paradoxa، موطنه الأصلي جنوب شرق آسيا. اسم الجنس العلمي هو مزيج من الكلمات الإغريقية التي تعني "لا يحصى أو كثير جدًا" و"حرشف"، يشير هذا إلى الحراشف الدقيقة العديدة على ثمرة نخلة وافر الحراشف، والتي تُضفي عليها مظهرًا مميزًا، يُشبه غالبًا جلد سمك القرش.، والوصف اللاتيني للنوع "paradoxa" يعني "مفارقة".